# Cephalaria pungens
Cephalaria pungens är en tvåhjärtbladig växtart som beskrevs av Szabo. Cephalaria pungens ingår i släktet jätteväddar, och familjen Dipsacaceae. Inga underarter finns listade i Catalogue of Life.